# Filippo Lo Giudice
Filippo Lo Giudice (Gagliano Castelferrato, 14 ottobre 1901 – 31 ottobre 1963) è stato un politico italiano, eletto nella I legislatura della Repubblica Italiana alla Camera.

## Biografia
Laureato in medicina e chirurgia, fu un medico attivo nella provincia di Enna. Nel 1948 venne eletto alla Camera dei deputati con la Democrazia Cristiana nella I legislatura della Repubblica Italiana nella circoscrizione Catania-Messina-Siracusa-Ragusa-Enna. Concluse il proprio mandato parlamentare nel 1953.
Morì il 31 ottobre 1963, due settimane dopo aver compiuto 62 anni.